# Mister Mato Grosso do Sul 2015
Mister Mato Grosso do Sul 2015 foi a 2ª edição do tradicional concurso de beleza masculino de Mister Mato Grosso do Sul que seleciona o melhor sul-mato-grossense para que este leve a sua cultura e a sua beleza em busca do título nacional de Mister Brasil 2015. O evento ocorreu no dia 10 de Dezembro do mesmo ano no Centro de Convenções Rubens Gil de Camillo, sob a coordenação de Wagner Takamori, titular da empresa TK Models Agency.
Participam no total, 19 candidatos de diversos municípios do Estado. O vencedor do ano passado, o bandeirantense Aldinei Martins passou a faixa ao seu sucessor no final do certame. A apresentação, bem como um show de humor foi da drag queen Andréia Mocréia. O vencedor deste ano foi o campo-grandense representante de Bonito, Marcel da Cunha Dauzacker.

## Resultados

### Colocações
| Colocação | Município e Candidato               |
| Vencedor  | - Bonito - Marcel Dauzacker         |
| 2.º Lugar | - Fátima do Sul - Guilherme Sampati |
| 3.º Lugar | - Maracajú - Geraldo Moreira        |
| 4.º Lugar | - Dourados - Renan Zotareli         |
| 5.º Lugar | - Três Lagoas - Wayson Wenner       |

### Prêmios Especiais
- Foram distribuídos os seguintes prêmios aos candidatos:

| Prêmio           | Município e Candidato               |
| Mister Simpatia  | - Fátima do Sul - Guilherme Sampati |
| Mister Fotogenia | - Campo Grande - Carlos Santana     |

## Candidatos
Todos os aspirantes ao título deste ano:
| - Antônio João - Rêner Miller - Bonito - Marcel Dauzacker - Brasilândia - Douglas Vasques - Caarapó - André Souza - Campo Grande - Carlos Santana - Cassilândia - Carlos Valoto - Corumbá - Renato Rezende - Costa Rica - Anderson Araújo - Coxim - Arlindo Ferro - Dourados - Renan Zotareli | - Fátima do Sul - Guilherme Sampati - Itaporã - Darlan Dalbosco - Jaraguari - Alan Tomasi - Maracajú - Geraldo Moreira - Naviraí - Leonardo Britts - Ponta Porã - Gian Ricardo - São Gabriel do Oeste - Gustavo Casarin - Três Lagoas - Wayson Wenner - Vicentina - Fabiano Nantes |